# 元期
元期（げんき、英語: epoch）とは、時間的な起点をいう語であり、主として天体観測や測量において用いられる。「元期2000.0」といった場合は、西暦2000年1月1日の世界時0時を年数、日数、時間の起点として用いるということである。例えば、暦表時の定義では、T（ユリウス世紀）の起点を1900年1月0日12時としている。この1900年1月0日12時が、暦表時の元期である。また、ユリウス日の元期は、ユリウス暦紀元前4713年1月1日の正午（世界時）である。

## 天体観測における元期
主に、彗星や小惑星、衛星などの軌道計算の起点を示すのに用いられる。
軌道要素がいつ観測されて得たものかを示し、通常は、西暦とその年の1月1日から何日過ぎたかで表される（例：2006年1月1日UT）。
特に、彗星や小惑星など他の惑星などの引力の影響を受け、軌道が変化しやすい天体の観測に用いられることが多い。特に、彗星観測などでは、観測ごとに軌道が変化するため、長期的な軌道を算出することが困難である。このため、元期が最新のものを使用することにより、より観測時に正確に近い軌道を知ることができる。
歴史的には、元期は、1900年、1950年、2000年（J2000.0）のそれぞれ1月1日の12時（正午）が用いられることが多い。

## 測量における元期
地殻変動による位置座標の歪みを修正するために導入されたセミ・ダイナミック補正では、測量成果の基準日を元期という。元期に対して観測を行った時点を今期（こんき）と呼ぶ。
2023年現在で公開されている日本の「測量成果2011」における元期は、おおむね東日本では2011年5月24日、西日本では1997年1月1日である。

## コンピュータにおける元期

### Unixにおける元期
Unixでは協定世界時1970年1月1日の0時0分0秒が元期と定められている。UNIX時間はこの元期からの秒数である。

### Classic Mac OSにおける元期
Classic Mac OS（およびMacintosh File System、HFS、HFS+）では協定世界時1904年1月1日の0時0分0秒が元期と定められている。